# Ford Fiesta
Ford Fiesta — субкомпактный автомобиль, выпускавшийся компанией Ford Motor Company. Производится в Европе, Бразилии, Аргентине, Мексике, Венесуэле, Китае, Индии, Таиланде и Южной Африке.

## История
Fiesta была первоначально названа проектом Bobcat («Рыжая рысь»), проект одобрил Генри Форд II в сентябре 1972 года. Цель проекта — снизить издержки производства и сделать автомобиль дешевле, чем выпускавшаяся тогда модель Ford Escort. У автомобиля должна была быть колёсная база больше, чем у Fiat 127, но его габариты по длине — меньше, чем у Ford Escort. Дизайн вёл дизайнер Том Тжаард и бюро Ghia. Проект был одобрен осенью 1973 года техническим центром Ford в Кёльне при поддержке Dunton Wayletts.
Решено было выпускать 500 000 шт. в год, для этого построили новый завод под Валенсией, фабрику по производству ведущего моста в блоке с коробкой передач рядом открыли в Бордо, ещё несколько заводов в Европе. Окончательная сборка происходила на заводе в Валенсии.

### Кодовое имя
Когда «Ford Europe» начали проектировать автомобиль, проект хотели назвать Iris, Beta, The Deutschlander, Mini-Mite, или the Blue Car (от Ghia). Кодовое имя для опытного образца Fiesta было Torino, но затем стало Bobcat.
Список с названиями для нового автомобиля, разработанного проектной командой Bobcat (возглавлявшаяся Тревором Эрскайном), включал себя такие названия: Amigo, Bambi, Bebe, Bravo, Bolero, Cherie, Tempo, Chico, Fiesta, Forito, Metro, Pony и Sierra. Несмотря на большее количество голосов за «Bravo», Генри Форд II лично отверг название и назвал автомобиль «Fiesta». Некоторые названия позже использовались для других автомобилей — «Sierra», «Cortina», «Tempo». Название «Metro» было введено британским автопроизводителем Leyland для компактных машин в 1980 г. Они назвали свою модель Ostin Metro.
Название «Fiesta» в то время принадлежало General Motors, но было безвозмездно отдано для Ford. Fiesta была продемонстрирована на гонках 24 часа Ле-Мана в июне 1976 года.

## Первое поколение

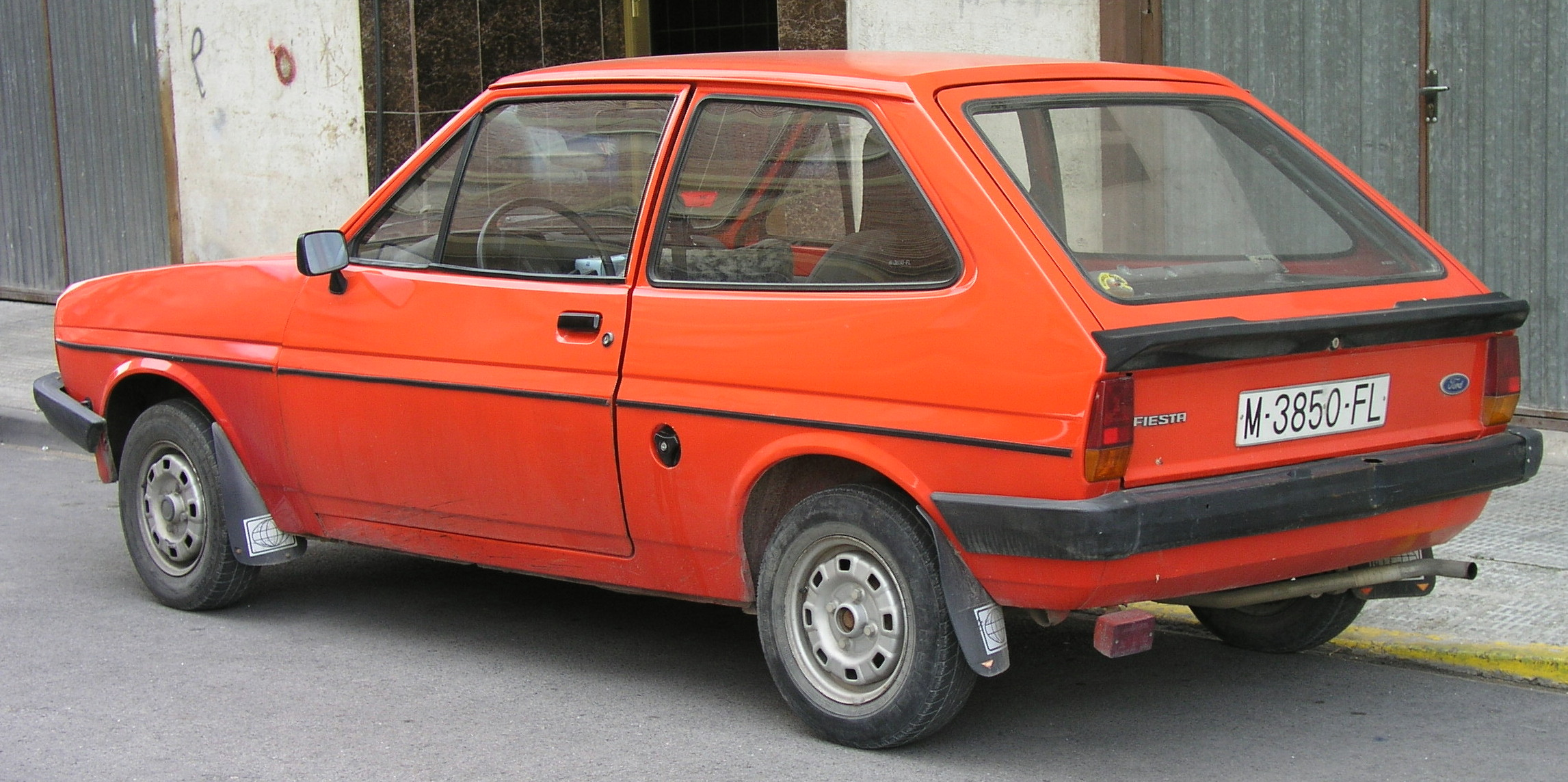
Вид сзади

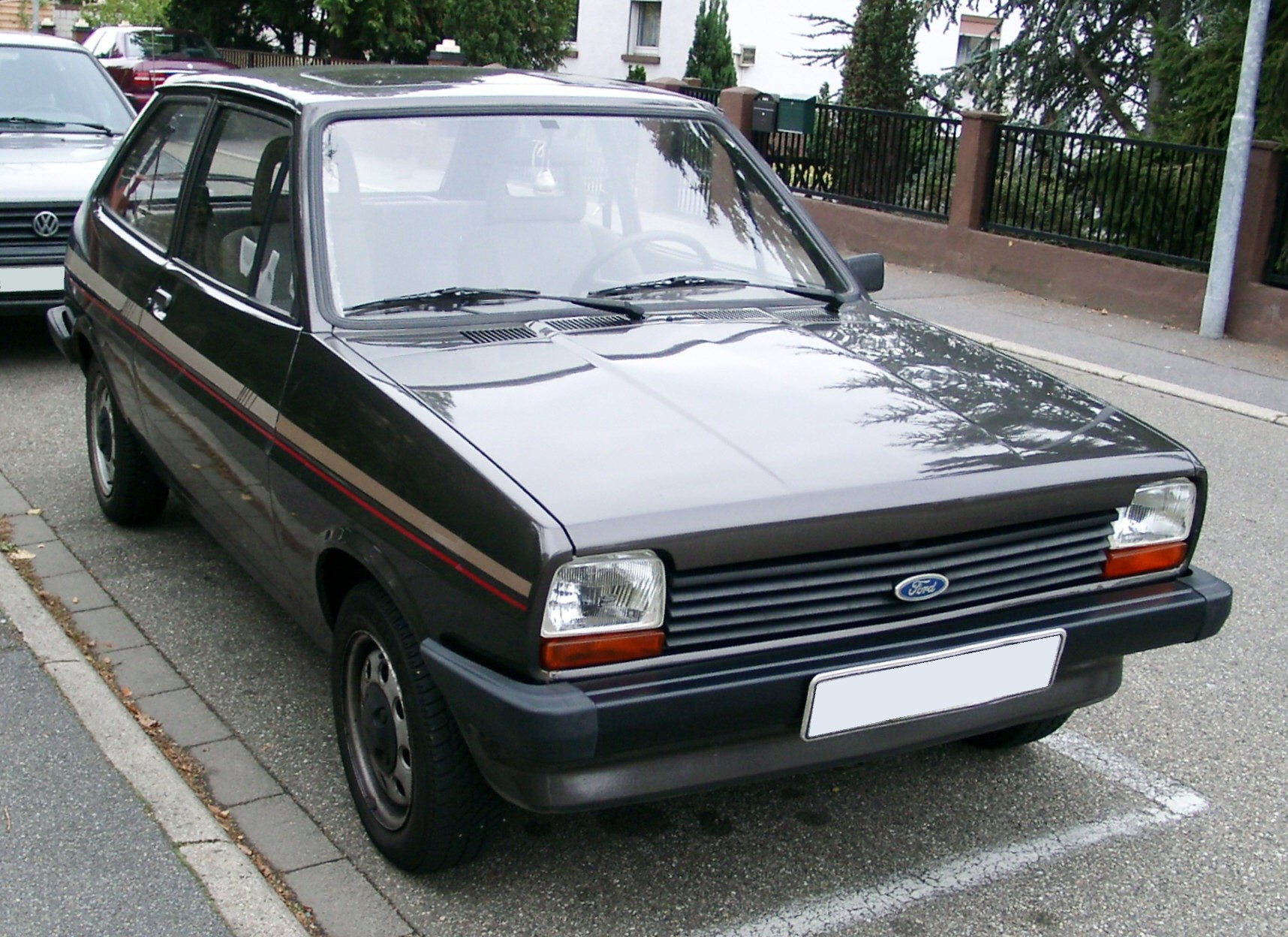
Fiesta 1981 года

Fiesta первого поколения была запущена в продажу во Франции и Германии в сентябре 1976 года. В январе 1977 года стартовали продажи в Великобритании с базовой ценой £1856.
В 1978 году стартовали продажи в США. Там автомобиль производился до 1980 года.
Модель стала вторым супермини, произведённым в Великобритании, была выпущена через год после Vauxhall Chevette. Ford Fiesta очень хорошо продавался: уже в 1979 году был выпущен миллионный экземпляр.
Хотя Fiesta - не первый автомобиль Ford c передним приводом (в 1960-е годы существовал Taunus, претендовавший на это звание), Fiesta получила широкое признание как первая успешная переднеприводная модель Ford.
В августе 1981 года Fiesta прошла лёгкий рестайлинг. Отличительной чертой были новые большие пластиковые бамперы. Модель иногда также упоминается как Fiesta 1982 модельного года.

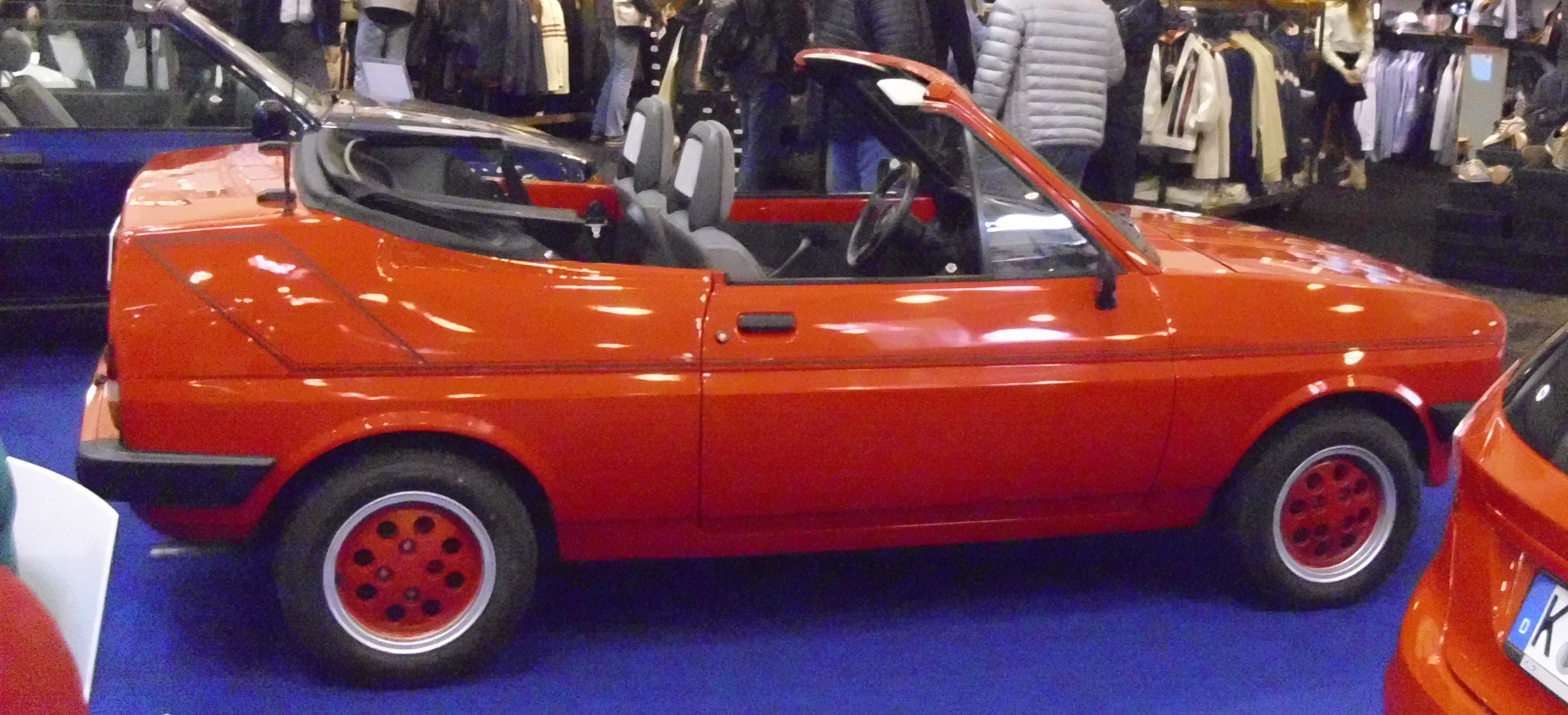
Fiesta Fly

В 1981 году компания Crayford разработала Fiesta в кузове кабриолет, получившую название Fiesta Fly. Автомобиль был разработан Дэвидом МакМулланом. История производства Fiesta Fly точно не ясна, известно, что было построено только 20 моделей. Coachwork Division купила права на производство Fiesta Fly в 1982 году, а Autocar сообщила в сентябре 1983 года, что было произведено около 100 экземпляров Fiesta Fly. Считается, что компания F. English построила около 200 Fiesta Flys, из которых 83 сохранились до сих пор. Сообщается, что Crayford также построил две Fiesta Fly на базе второго поколения Fiesta.

### Технические характеристики
Первое поколение Ford Fiesta было доступно в кузовах трёхдверный хетчбэк и двухдверный фургон без задних боковых окон и задних сидений. Основа кузова изготовлена из листовой стали. Форма кузова была разработана Томом Тжаардом. У Fiesta 1976—1983 года капот открывается вперёд для того, чтобы не было проблем с местом для дворников и с лобовым стеклом.
Fiesta использует подвеску типа MacPherson с поперечными рычагами и диагональными тягами спереди (характерной особенностью являлось отсутствие стабилизатора поперечной устойчивости) и жёсткую поперечную балку на продольных рычагах с поперечной "тягой Панара" сзади. Fiesta — автомобиль переднеприводной.
Все Fiesta первого поколения оснащены диагональной двухконтурной тормозной системой, и, в зависимости от оборудования, вакуумным усилителем тормозов. На передней оси устанавливались дисковые тормоза с плавающей скобой, на модели XR2 устанавливались скобы с цилиндрическими направляющими (как на более поздних моделях) и "вентилируемые" тормозные диски. Барабанные тормоза установлены на задней оси, на которую также действует стояночный тормоз.
Ford Fiesta 1976—1983 года комплектовалась в "дешёвых" комплектациях двигателями OHV объёмом 1,0 (40-45 л.с.) и 1,1 л (49, 50 и 53 л.с.), сделанными на основе известного фордовского семейства "Kent", но имевших несколько упрощённую конструкцию (трёхопорный коленчатый вал вместо "полноопорного" в "Kent", только однокамерные карбюраторы). В версии "GHIA" применялся "Kent" объёмом 1,3 л (66 и 69 л.с.) с двухкамерным карбюратором Weber, а на "спортивной" модели XR - "Kent" рабочим объёмом 1,6 л (84 л.с.), также с двухкамерным карбюратором Weber. Коробки передач - только механические четырёхступенчатые. На моделях с двигателями 1,3 и 1,6 использовалась промежуточная опора левой полуоси, что позволило применить полуоси равной длины. На дешёвых версиях - полуоси разной длины.

## Второе поколение
В августе 1983 года появился слегка переработанный Fiesta второго поколения. Хотя многие части Fiesta 1981 года были использованы в Fiesta второго поколения, он не является рестайлингом. У автомобиля был переработан интерьер, аэродинамика, передняя часть и фары, однако новая модель оставалась практически не изменённой. Также была добавлена 5-ступенчатая механическая коробка передач и новые двигатели (среди них дизельный). Колея передних колёс увеличилась на 33 мм, в то время как задняя осталась такой же, были изменены тормозная и рулевая системы.

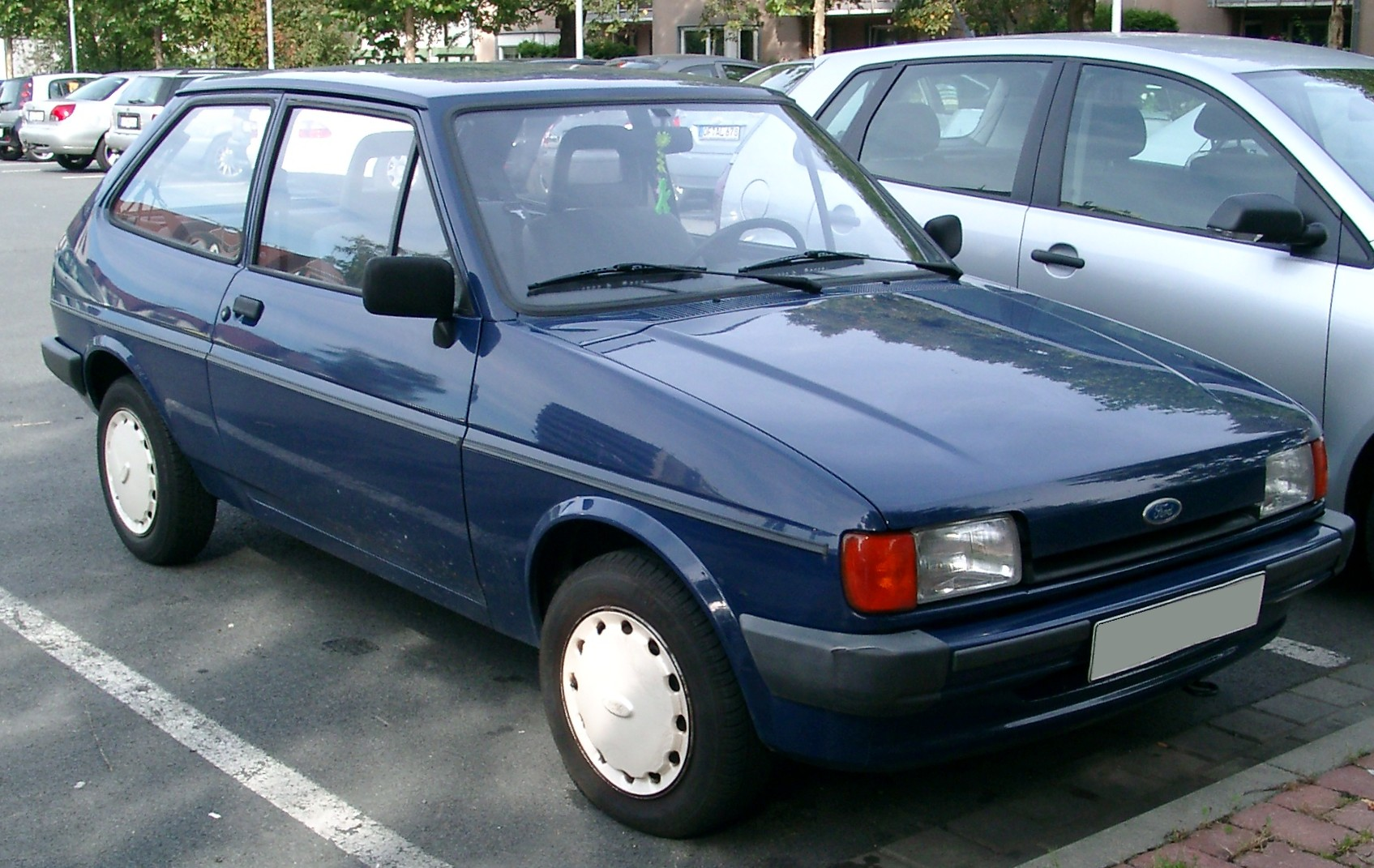
Fiesta 1986—1989 годов выпуска

В 1984 году появилась версия XR2, комплектовавшаяся 1,6-литровым двигателем вместе с 5-ступенчатой коробкой передач.
Небольшой фургончик Fiesta Express, построенный на базе 3-дверного хетчбэка, был доступен только с 1,0-литровым двигателем, а с 1986 года - только с 1,1-литровым двигателем. Оборудование ничем не отличается от базовой модели. У фургона отсутствуют задние сиденья и задние боковые окна. В августе 1983 года автомобиль стоил в Германии 11 960 немецких марок.
В сентябре 1986 года был представлен обновлённый Fiesta MK2. У автомобиля был изменён бампер и гамма двигателей.
По состоянию на апрель 1989 года, с 1976 по 1988 годы было произведено около 4,5 миллионов Ford Fiesta 1-го и 2-го поколений.

## Третье поколение
В 1988 году появилась первая информация о новом поколении, а в феврале 1989 года был запущен в производство глубоко переработанный Ford Fiesta MK3. Начиная с этого поколения, Fiesta доступен в 5-дверном варианте.

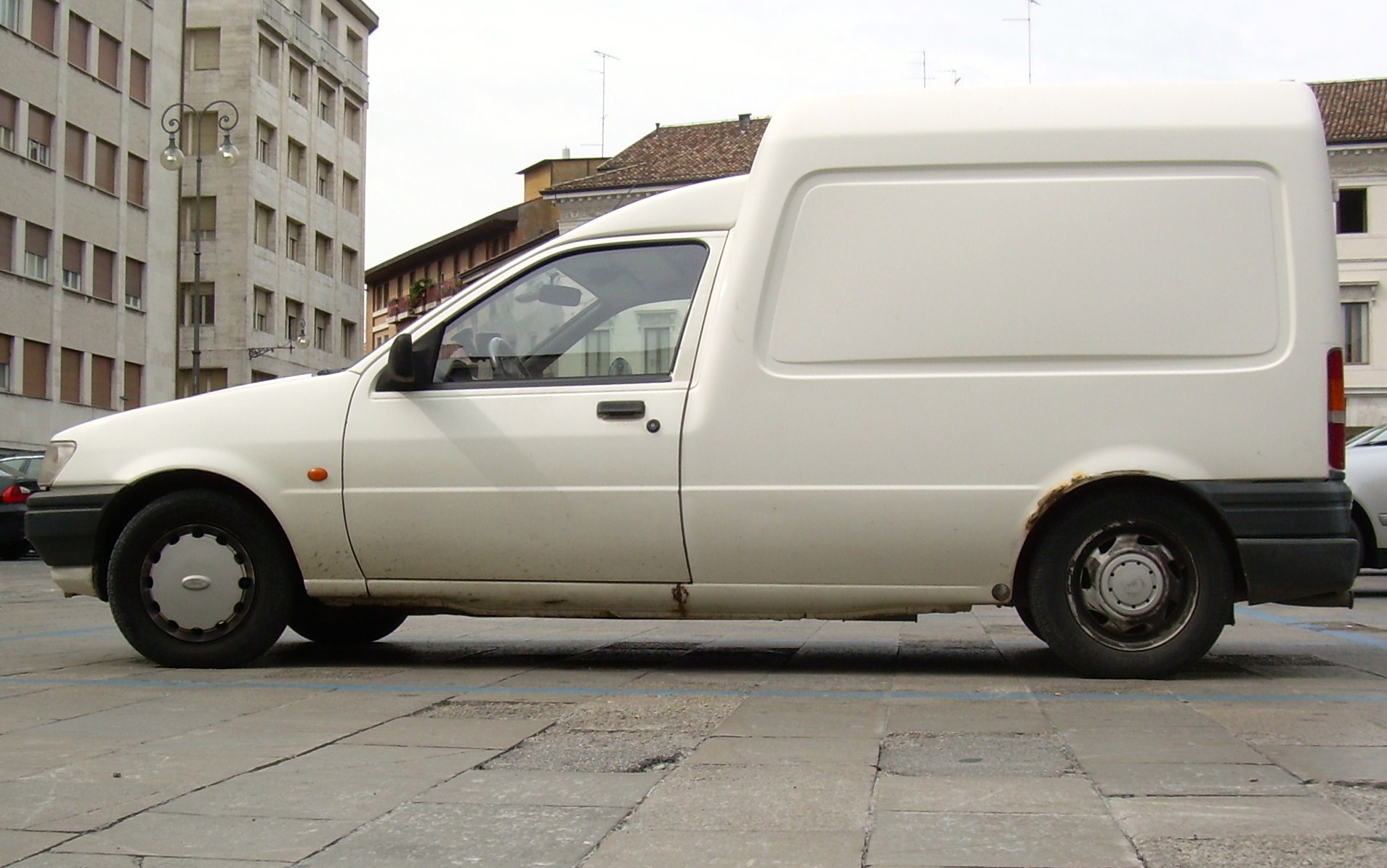
Модель Courier на базе Fiesta MK3

Эта модель продавалась дольше всех Fiesta. И продавалась она очень хорошо, спустя два года после выпуска был выпущен уже миллионный экземпляр. В 1991 году был выпущен фургон на базе Fiesta, получивший название Ford Courier. Также в 1989—1990 годах на рынках появились версии со впрыском топлива. На британском рынке двигатели со впрыском топлива стали доступны только в 1991 году. Они продавались в странах с более строгим контролем за выбросами.
В 1992 году был выпущен ряд автомобилей-прототипов Ford с двухтактными двигателями прямого впрыска, выпускаемыми Orbital Engine Corporation в Австралии полномасштабным производством. Автомобили были широко протестированы в Великобритании, но в конечном итоге было решено не выпускать их.
В январе 1994 года Fiesta прошёл небольшой рестайлинг в области безопасности. В изменениях в качестве опции: подушки безопасности водителя и пассажира, защита от бокового удара и преднатяжители ремней безопасности.
После того, как в августе 1995 года началось производство Fiesta 4-го поколения, старая модель оставалась в производстве до августа 1996 года как «Fiesta Classic». Fiesta Classic производились на заводе Ford Valencia в Испании и позиционировались в качестве недорогой модели до введения Ford Ka.

## Четвёртое поколение

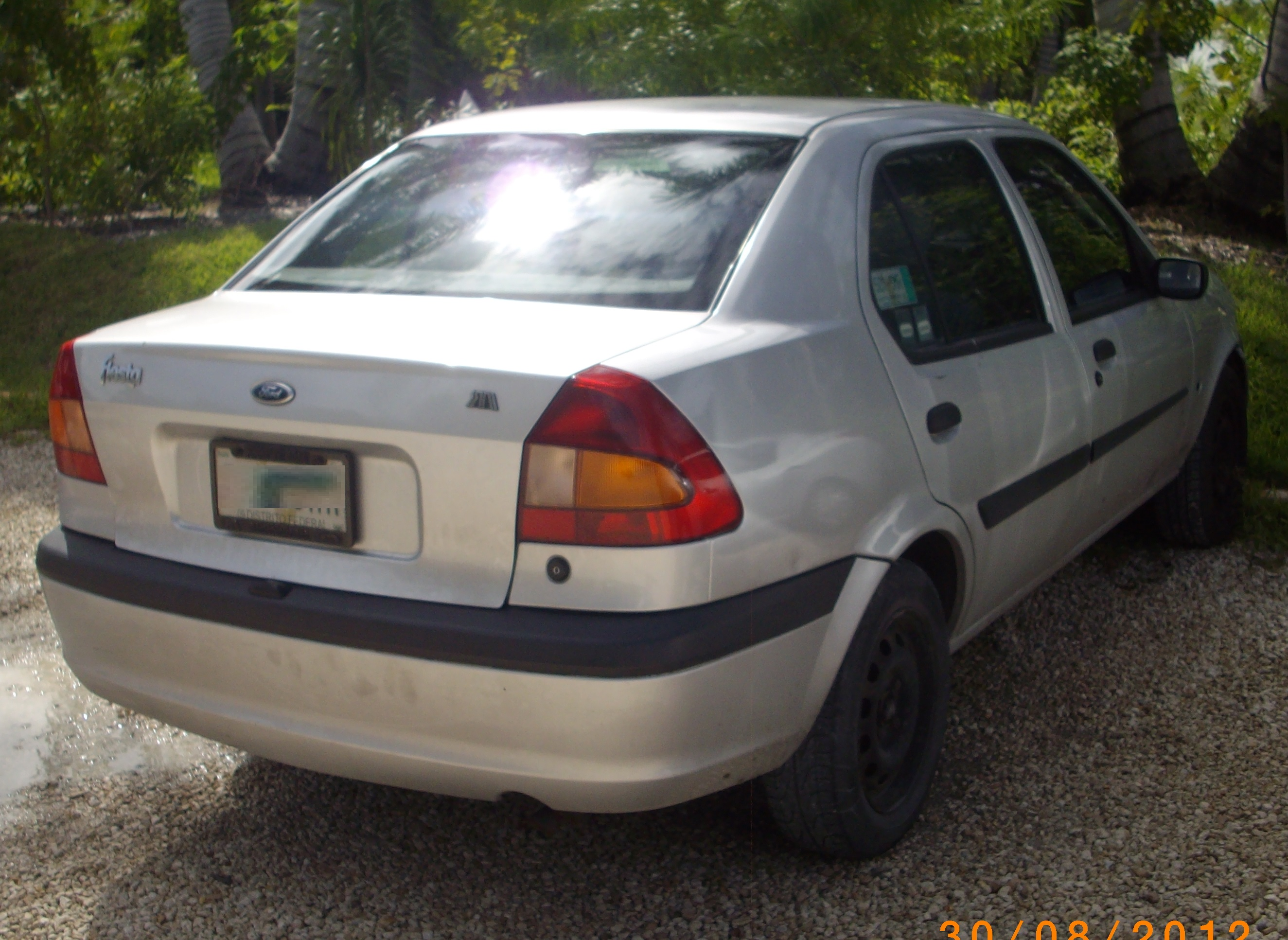
Fiesta седан

Ford Fiesta 1996 модельного года был запущен в производство в августе 1995 года, и стал самой продаваемой моделью на Британском рынке с 1995 по 1998 год. Впервые Fiesta появляется на рынке в кузове седан. На некоторых рынках производится как Mazda 121.
Также Fiesta начал поставляться в Бразилию, а позже - производиться там на заводе Ford Brazil и экспортироваться в Аргентину и Чили. Там Fiesta комплектуется с 1,0-, 1,3- и 1,4-литровыми двигателями.
Fiesta начал поставляться ещё и в ЮАР, а позже - производиться в её столице Претории. Комплектуется Fiesta там с 1,3-литровым двигателем, а с 1999 года - с 1,4-литровым. Также он выиграл награду Автомобиль года в ЮАР.
В сентябре 1997 года было разработано купе Ford Puma, построенное на базе Fiesta четвёртого поколения. Купе комплектуется двигателем 1,7 л, которым не комплектуется в модели Fiesta.

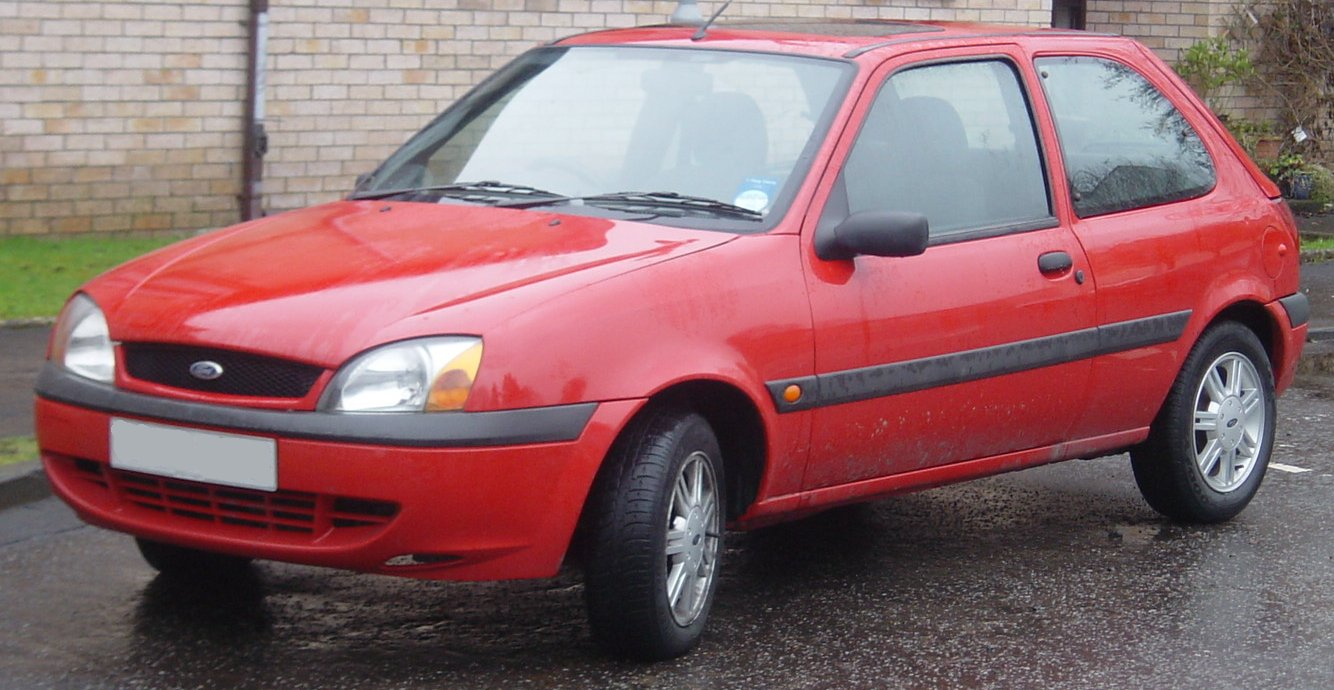
Fiesta MK5

В 1999 году Fiesta прошёл довольно значительный рестайлинг, выполненный в стиле «New Edge», взятом с Ford Ka. Обновлённый Fiesta стал похож на Ford Focus, так как у первого изменился передний бампер. Также у автомобиля изменился дизайн колёс и гамма двигателей. Рестайлинг получил обозначение MK5.
Fiesta MK5 стал последним поколением Fiesta, произведённым в Дагенхаме (Великобритания). Автомобиль всё также оставался самым продаваемым супермини в Великобритании в 2001 году, несмотря на то, что он был выполнен в стиле прошлого десятилетия (но он периодически обновлялся).
Трёхдверный Fiesta продавался до декабря 2002 года вместе с новым, пятым поколением. В Бразилии он продавался до 2006 года под названием Fiesta Street.

### Безопасность
Сначала автомобилю не выставили баллы, но в 2000 году Fiesta прошёл тест ещё раз.
| Euro NCAP                                   | Euro NCAP | Euro NCAP | Euro NCAP |
| ------------------------------------------- | --------- | --------- | --------- |
| Рейтинги                                    | Пассажир  |           |           |
| Рейтинги                                    | Пешеход   |           |           |
| Протестированная модель: Ford Fiesta (1997) |           |           |           |

| Euro NCAP                                              | Euro NCAP | Euro NCAP | Euro NCAP |
| ------------------------------------------------------ | --------- | --------- | --------- |
| Рейтинги                                               | Пассажир  |           | 17        |
| Рейтинги                                               | Пешеход   |           | 8         |
| Протестированная модель: Ford Fiesta 1.25 Zetec (2000) |           |           |           |

## Пятое поколение

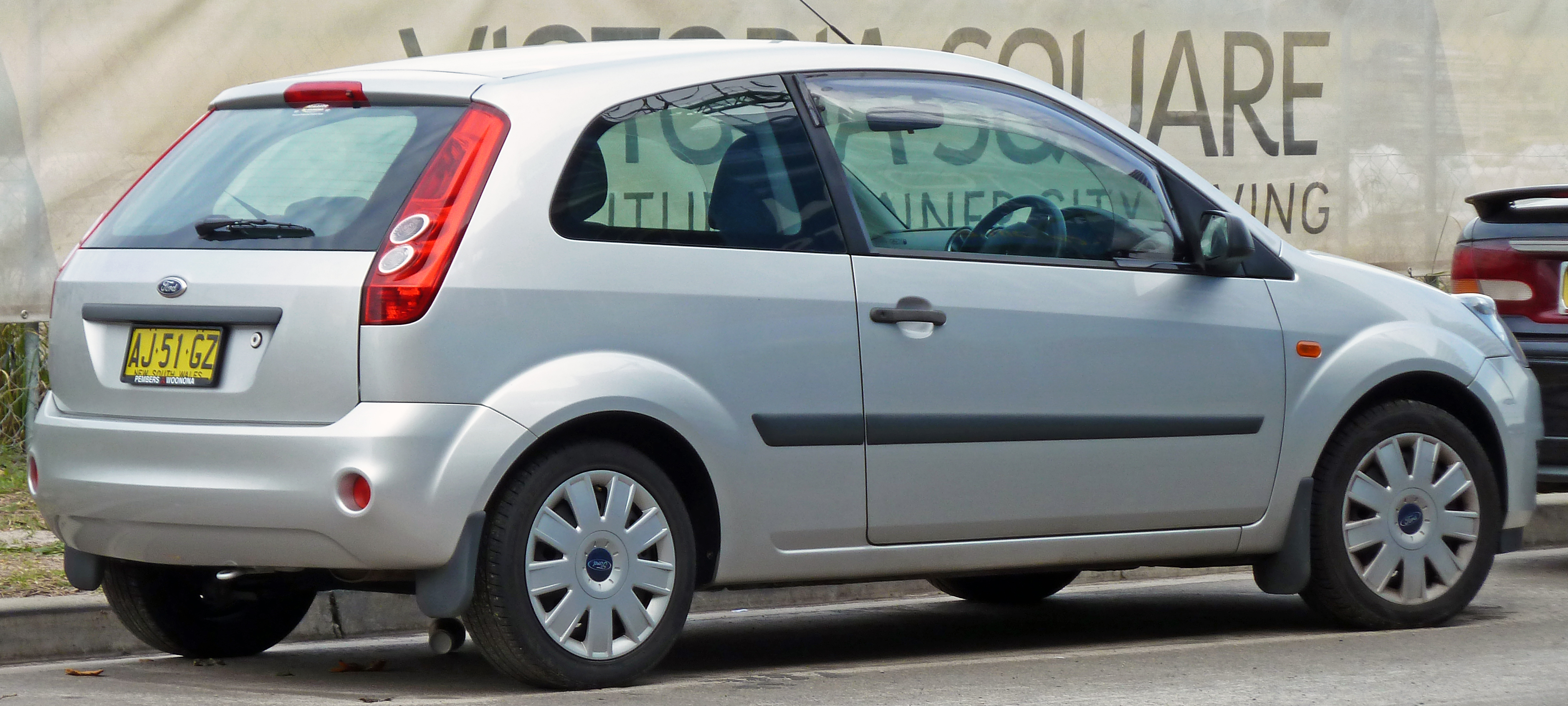
Вид сзади

В начале апреля 2002 года было представлено пятое поколение Ford Fiesta, а 29 апреля стартовало производство в Испании. Хоть это и пятое поколение, автомобиль получил индекс MK6 из-за рестайлинга 4-го поколения, который получил индекс MK5.
Это была также первая Fiesta, которая продавалась в Азии и Австралии, заменив модель Festiva. В Бразилии и Аргентине в конце 2004 года была представлена версия кузова седан. Аналогичная модель седана Fiesta с другим интерфейсом была выпущена в Индии в конце 2005 года.
Fiesta пятого поколения может комплектоваться двигателями 1,25 л, 1,3 л, 1,4 л, 1,6 л и 2,0 л.
Также автомобиль поставлялся в Мексику, заменив там Ford Ikon. Fiesta пятого поколения производился в Мексике до 2010 года.

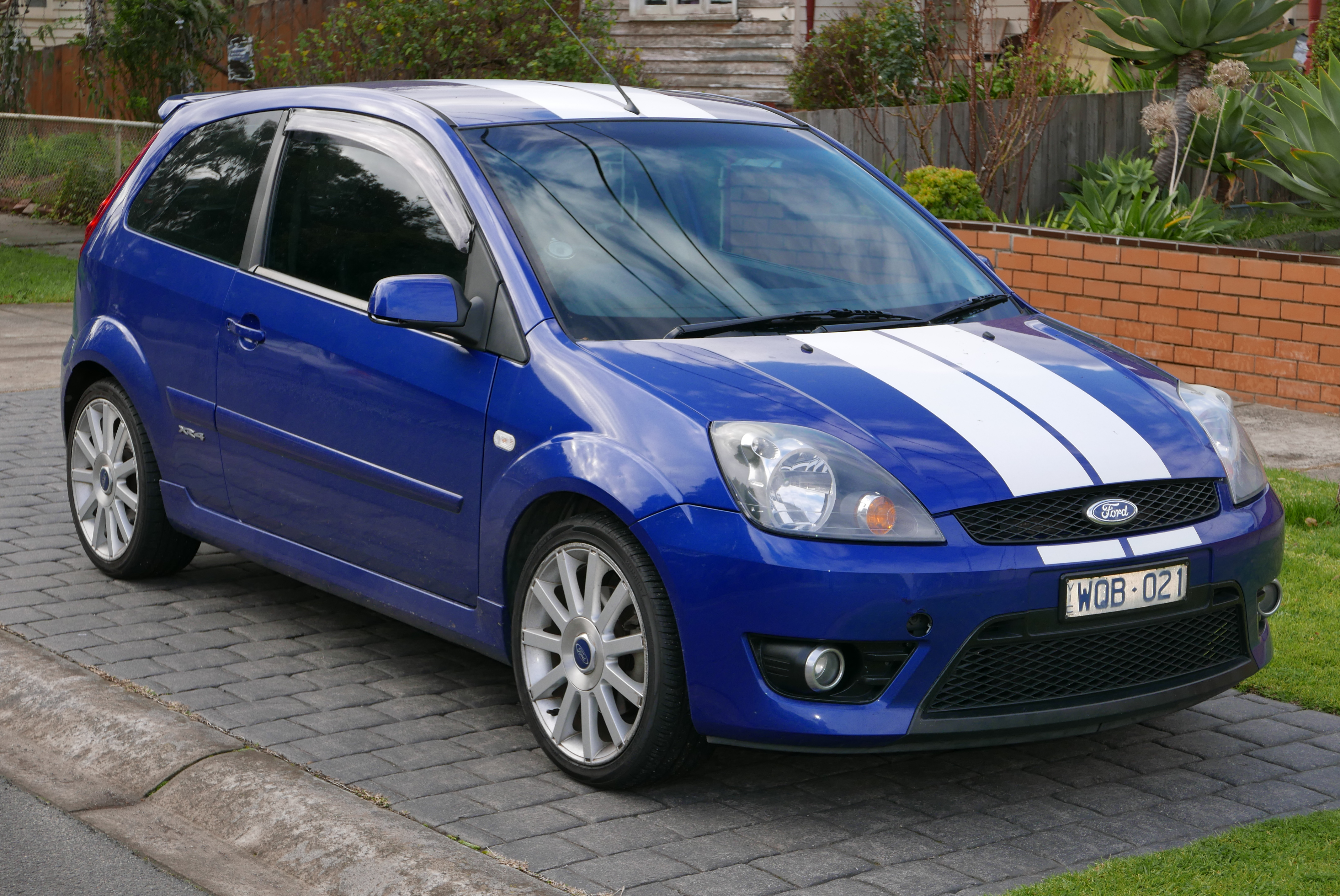
Fiesta XR4 (Австралия)

В 2004 году на Женевском автосалоне был представлен Fiesta ST. Он комплектуется 2,0-литровым двигателем мощностью 150 л. с. (110 кВт). Макс. скорость — 208 км/ч. Также он отличается от стандартной модели спортивным дизайном, 17-дюймовыми (43 см) литыми дисками, дисковыми тормозами для всех колёс, различными передними и задними бамперами, боковыми молдингами, цветом кузова, рельефными полосками и логотипом ST на спинках передних сидений и на руле. В Австралии автомобиль производился как Fiesta XR4.
В ноябре 2005 года Fiesta MK5 прошёл рестайлинг. Изменились бамперы, решётка радиатора, появились новые фары, новые задние фонари, реконструированные наружные зеркала и более толстые боковые молдинги. Были добавлены новые яркие внешние цвета, включая «Tango Red», «Amethyst», «Sublime» и «Apple».

### Безопасность
Fiesta 5 поколения стал значительно безопаснее своего предшественника.
| Euro NCAP                                             | Euro NCAP | Euro NCAP | Euro NCAP |
| ----------------------------------------------------- | --------- | --------- | --------- |
| Рейтинги                                              | Пассажир  |           | 25        |
| Рейтинги                                              | Пешеход   |           | 14        |
| Протестированная модель: Ford Fiesta 1.4 Trend (2002) |           |           |           |

## Шестое поколение

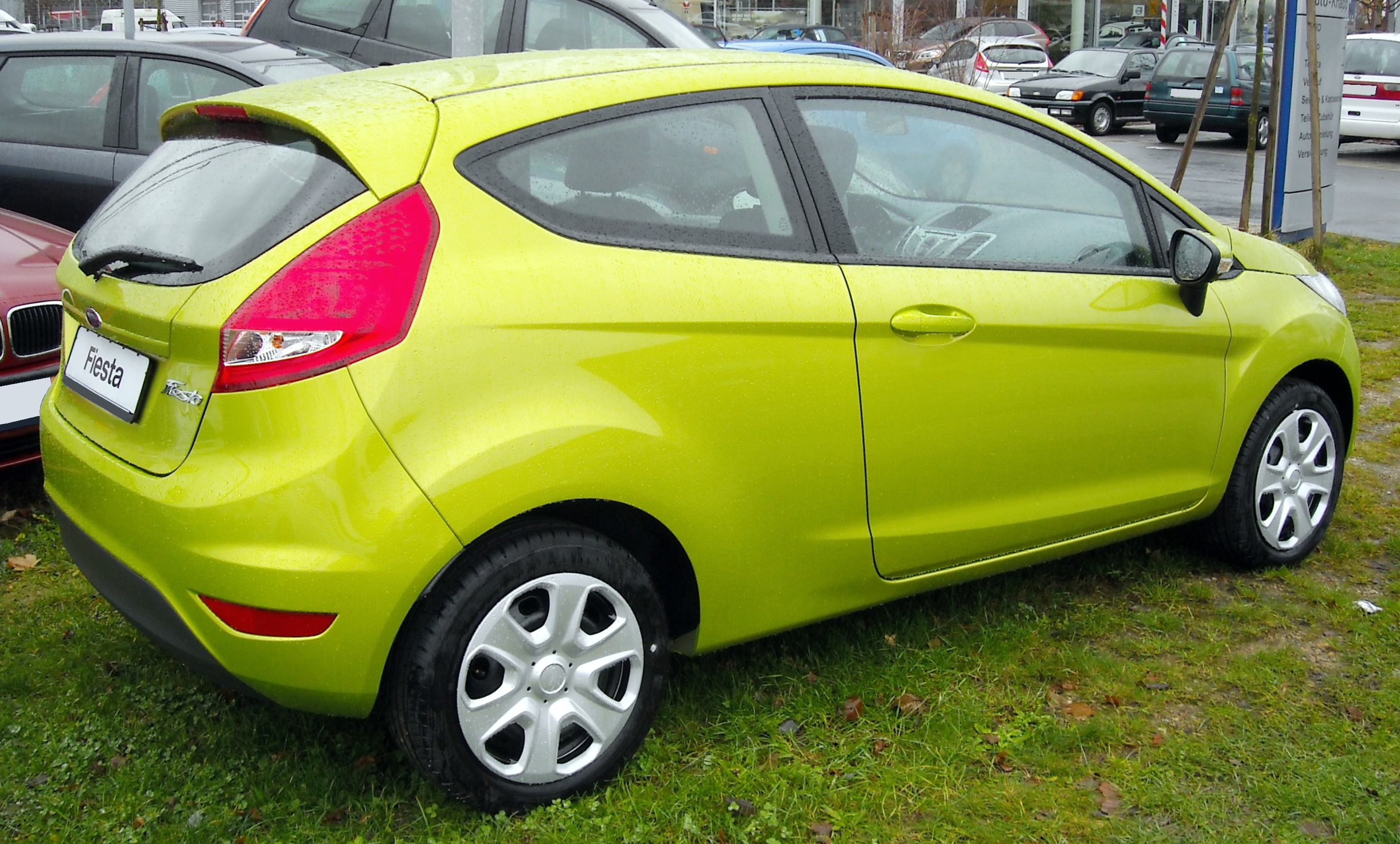
Вид сзади

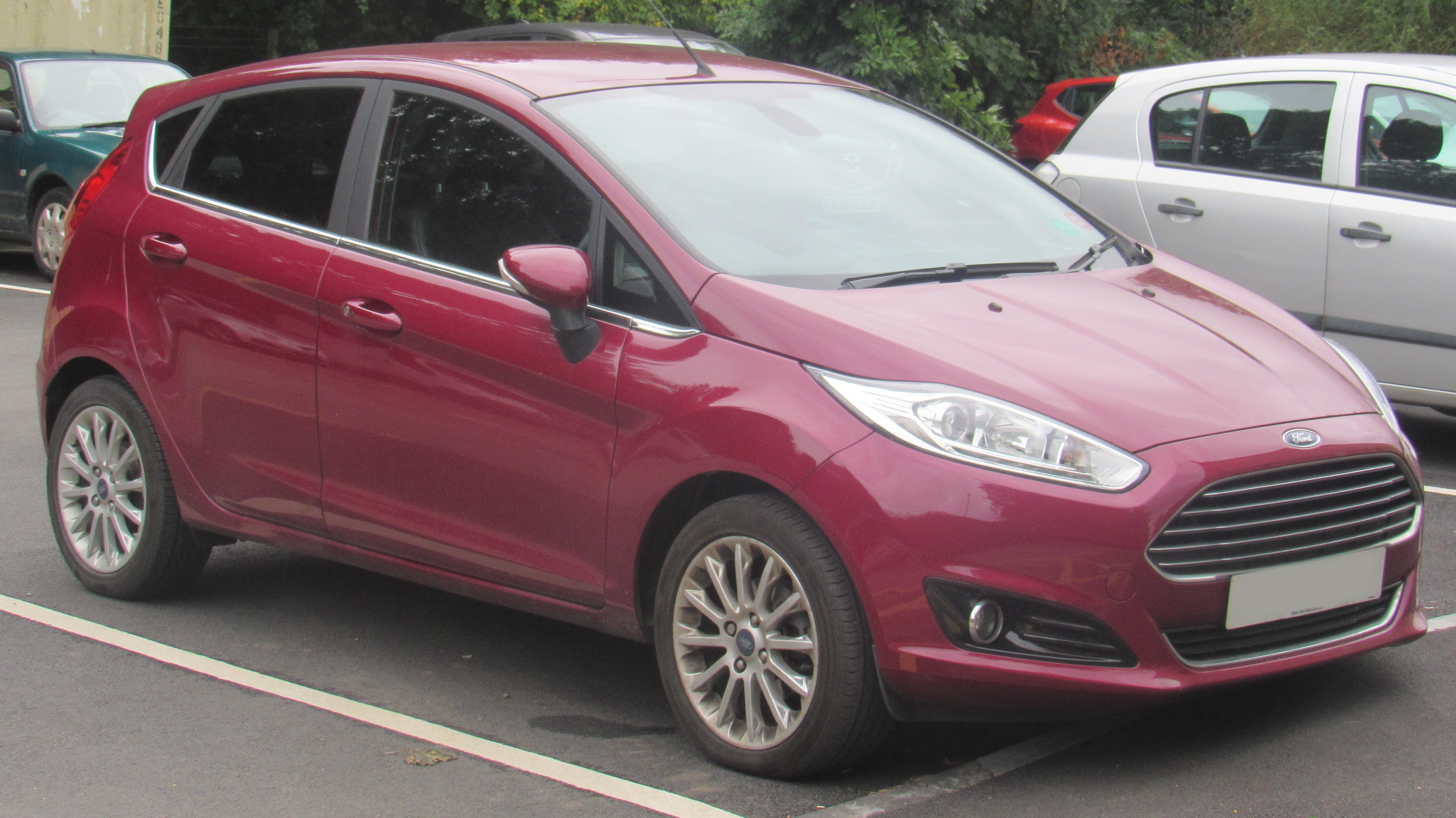
Рестайлинговая версия

Шестое поколение или Ford Fiesta Mark VI было показано как концепт-кар Ford Verve на Франкфуртском автосалоне в сентябре 2007 года и спустя год стало поставляться на основные европейские рынки. Странность названия заключается в том — что поколение автомобиля — шестое, но по Британской классификации оно седьмое. Разнобой пошёл с поколений Mk4/Mk5 — которые были одной Fiesta IV поколения, но имели разные номера поколений.
Эта модель основана на Глобальной платформе B — унифицированной платформе для модельного ряда Ford. Основное производство началось на Кёльнском заводе Ford в Германии в августе 2008 года. Второй завод в Валенсии начал производство в начале 2009 года. Производство в Китае, Таиланде и Мексике началось с конца 2008 года.
Продажи Fiesta шестого поколения начались в июне 2010 года в Азии и Северной Америке. В Индии седан шестого поколения начали производить в июле 2011 года в бензиновым и дизельном варианте. В 2013 году был проведён рестайлинг модели, в ходе которого были изменены решётка радиатора и двигатели. С 2015 года Ford Fiesta 2013 модельного года производится в России на заводе Ford Sollers в Набережных Челнах, но он не производился в Европе.

### Безопасность
Автомобиль прошёл тест Euro NCAP в 2008 и в 2012 году:
| Euro NCAP                                             | Euro NCAP | Euro NCAP | Euro NCAP |
| ----------------------------------------------------- | --------- | --------- | --------- |
| Рейтинги                                              | Пассажир  |           | 34        |
| Рейтинги                                              | Ребёнок   |           | 38        |
| Рейтинги                                              | Пешеход   |           | 20        |
| Протестированная модель: Ford Fiesta 1.4 Trend (2008) |           |           |           |

| Euro NCAP                                                            | Euro NCAP | Euro NCAP | Euro NCAP             |
| -------------------------------------------------------------------- | --------- | --------- | --------------------- |
| · общий рейтинг                                                      |           |           |                       |
| 91%                                                                  | 86%       | 65%       | 71%                   |
| взрослый пассажир                                                    | ребёнок   | пешеход   | активная безопасность |
| Протестированная модель: Ford Fiesta 1,25 бензин «Trend», LHD (2012) |           |           |                       |

## Седьмое поколение

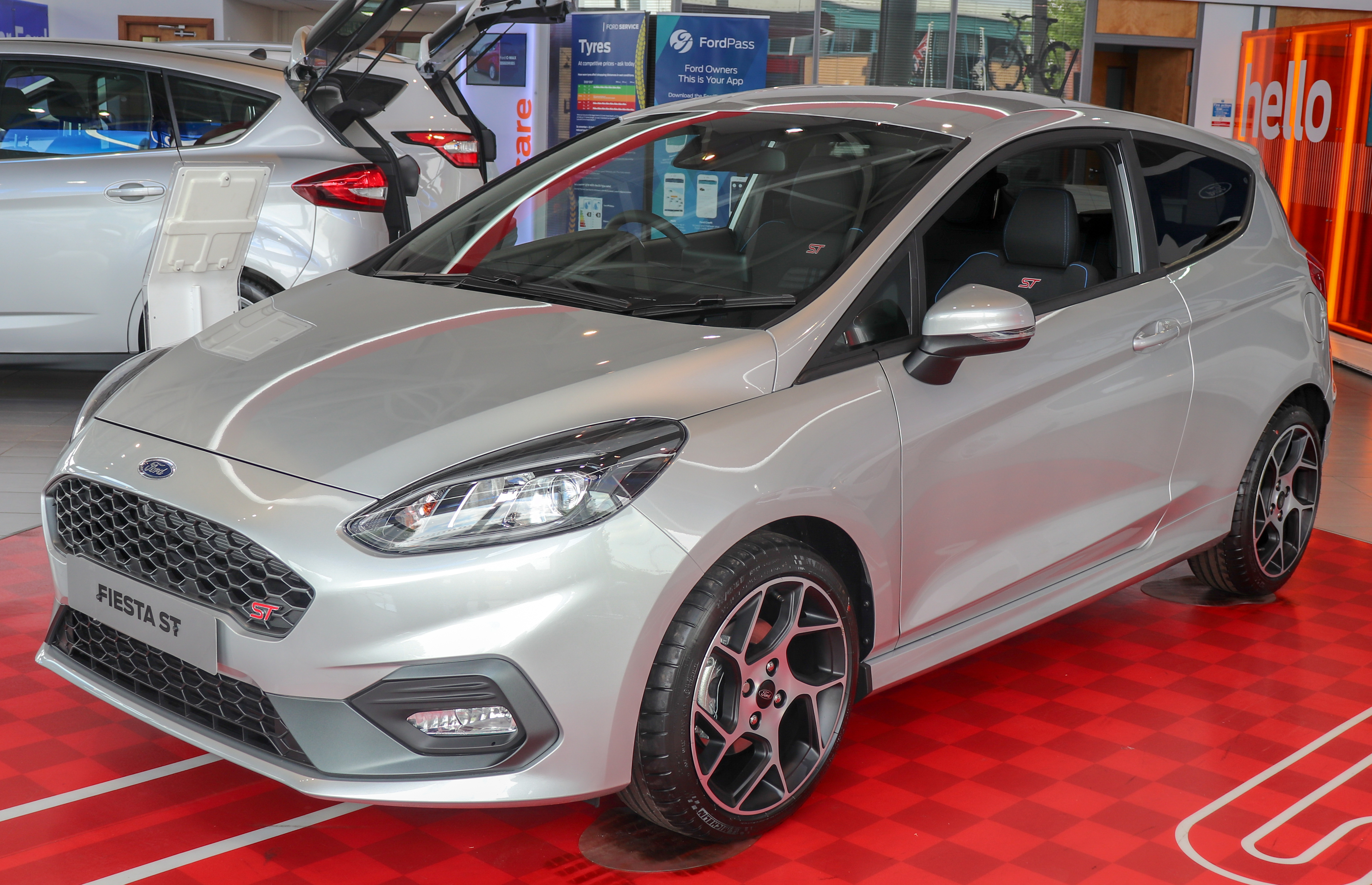
Fiesta ST 2018 года

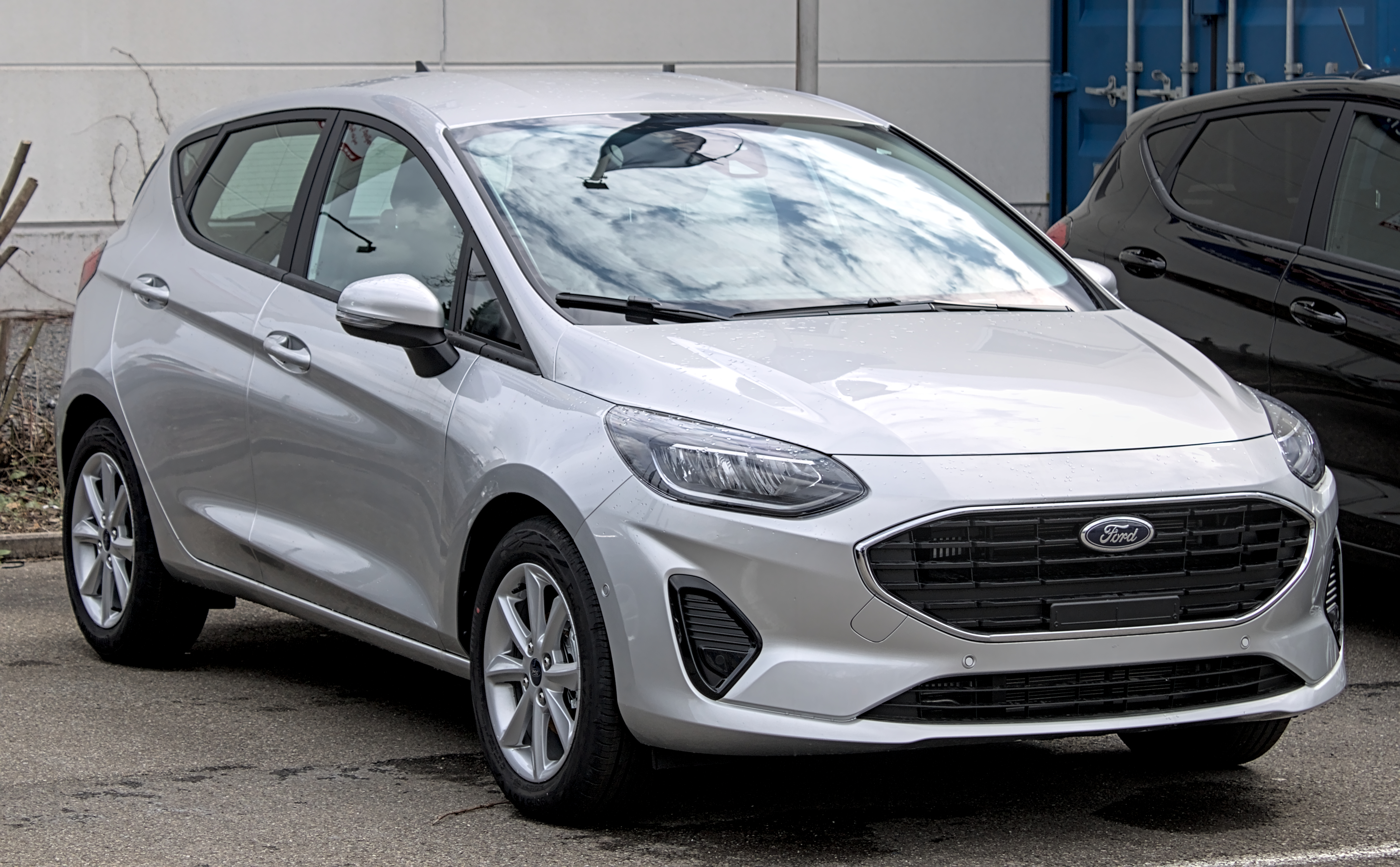
Рестайлинговая версия

В конце ноября 2016 года был представлен Fiesta седьмого поколения на специальном мероприятии «Go Further» в городе Кёльн (Германия). Автомобиль не сильно отличается от шестого поколения, но он стал больше и безопаснее. Также появятся две новые версии: Fiesta Active (хетчбэк-кроссовер) и люкс версия Fiesta Vignale. В задней части Ford Fiesta был обновлён бампер и появились горизонтальные габаритные огни.
В феврале 2017 года было объявлено о будущем Fiesta ST. Он комплектуется 1,5-литровым двигателем мощностью 200 л. с. Fiesta ST поступил в продажу 7 мая 2018 года.
В зависимости от комплектации автомобиль получил: до девяти подушек безопасности, систему автоматического торможения, распознающую пешеходов, мониторинг «слепых» зон. Технологию автоматической парковки, музыку B&O Play Sound System с десятью динамиками.
В марте 2019 года Ford анонсировал Fiesta с гибридным мотором. Модификация Hybrid получит бензо-электрическую силовую установку, с турбомотором объёмом 1 л и 48-вольтовой литий-ионной батареей. Аккумулятор с помощью стартер-генератора будет запасать энергию торможений, чтобы отдавать её на разгоне. Гибридный автомобиль появится в продаже на европейском рынке в 2020 году.
В конце октября 2022 Ford объявил о том, что модель будет снята с производства в 2023 году, поскольку, по словам компании, "В Ford в Европе мы активизируем наши усилия по полной электрификации, чтобы к 2030 году все наши легковые автомобили были полностью электрическими"

## Фургон (Fiesta-van)
Все поколения Fiesta (кроме седьмого) были доступны в кузове фургон. Такой вариант был доступен не на всех рынках. Фургон базируется на 3-дверной версии автомобиля. У него убраны задние окна и задний ряд сидений.
В 1991 году был представлен фургон с высоким кузовом, основанный на Fiesta Mark III, но с увеличенной колёсной базой и подвеской от Renault. Он был назван Ford Courier. Courier продолжил выпускаться до 2002 года, после этого его заменил Ford Transit Connect.
Начиная с Fiesta MK5 Fiesta-van, снова был базирован на трёхдверной модификации кузова. Fiesta-van шестого поколения был впервые представлен на европейском рынке в середине 2009 года, через год после запуска легковой модели.
Ford Fiesta-van